# Lac de la Morelle
Le lac de la Morelle, anciennement lac Sept Îles est un plan d'eau douce chevauchant les municipalités de Saint-Ubalde et de Saint-Alban, dans la municipalité régionale de comté (MRC) de Portneuf, dans la région administrative de la Capitale-Nationale, au Québec, au Canada.
Le lac Sept Îles est situé entièrement en milieu forestier. Dès le XIXe siècle, la foresterie a été l'activité économique prédominante. Au XXe siècle, les activités récréotouristiques ont été mises en valeur. La surface du lac est normalement gelée de novembre à avril; néanmoins, la période de circulation sécuritaire sur la glace est habituellement de la mi-décembre à la fin mars.

## Géographie
Le lac de la Morelle est situé à 2,3 km au sud-ouest du lac Long, à 2,1 km au sud du lac Montauban, à 2,4 km au sud du lac Carillon, à 2,5 km à l'est du lac Émeraude et à 1,5 km au nord du lac en Cœur.
Le lac de la Morelle s'approvisionne du lac Carillon, situé nord-ouest, dont la décharge de 3,5 km coule vers le sud-est, puis le sud. Ce dernier lac s'abreuve de six petits ruisseaux. Une bande de terre de 360 m le sépare avec une baie de la rive ouest du lac Montauban. La zone au nord du lac Sept Îles est marécageuse.
L'embouchure du lac de la Morelle est située au fond d'une baie à l'extrême ouest. Le lac se déverse dans la rivière Weller laquelle coule à priori sur 3,2 km vers le sud-ouest jusqu'à la décharge d'un petit lac situé en amont. Puis, cette rivière coule sur un kilomètre vers le sud jusqu'au lac Weller (longueur: 0,84 km orienté vers le sud-ouest) dont la forme ressemble à un bâton de tambour. Le courant le traverse presque sur sa pleine longueur. Puis cette rivière coule généralement en zone agricole vers le sud-est, puis vers le sud jusqu'à la rivière Blanche.

## Toponymie
Le nom du lac reprend le nom de l'école primaire de Saint-Ubalde, ces derniers fréquentant le lac lors de leurs activités éducatives et nettoyage annuel de ses berges. la morelle est le nom commun de certaines plantes du genre Solanum.